# Tichých lípa
Tichých lípa je památný strom ve vsi Kojšice, jihozápadně od Sušice. Lípa velkolistá (Tilia platyphyllos) roste v centru vsi u čp. 9, v nadmořské výšce 585 m. Obvod jejího kmene měří 580 cm a koruna stromu dosahuje do výšky 29 m (měření 2005). V roce 2005 byl proveden zdravotní řez. Při šetření v roce 2018 se rozhodlo, že v horizontu 10 let bude provedena 3 fázová obvodová redukce koruny spojená s bezpečnostním řezem, instalace podkladnicové vazby a odstranění syntetické vazby. Lípa je chráněna od roku 1985 jako esteticky zajímavý strom, rodový strom, významný habitus, významný stářím i vzrůstem.

## Stromy v okolí
- Chamutická lípa (0,9 km s.)
- Kněžický klen (2,2 km ssz.)
- Kojšická lípa (90 m j.)
- Krušecká lipová alej (2,9 km jv.)
- Lípa pod penzionem v Jiřičné (350 m zsz.)
- Lípa pod statkem v Chamuticích (0,7 km ssv.)
- Trsická lípa (1,6 km ssv.)
- Vlastějovská lípa (1,4 km z.)
- Volšovská lípa (3,0 km vsv.)

## Galerie

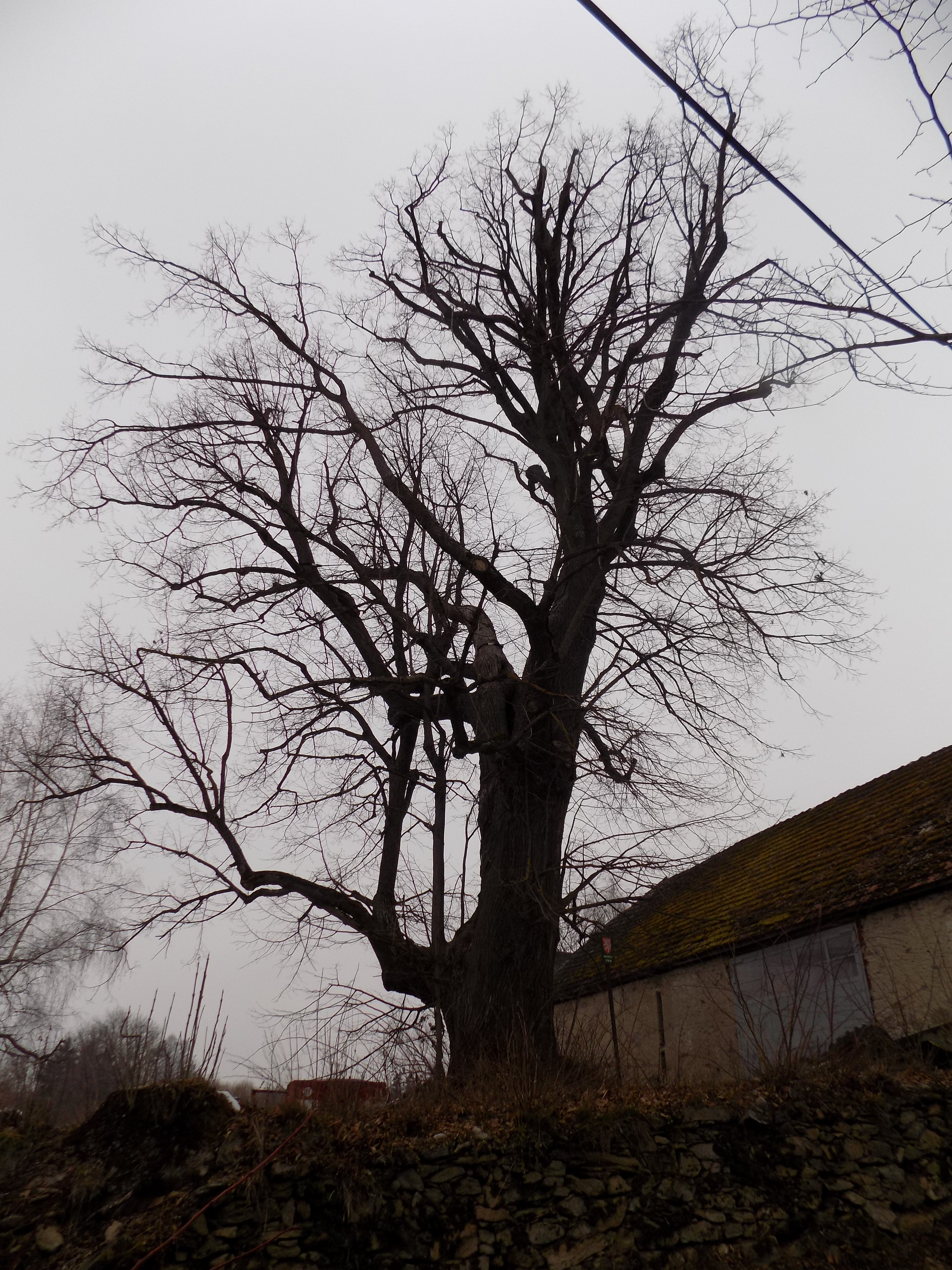
Tichých lípa
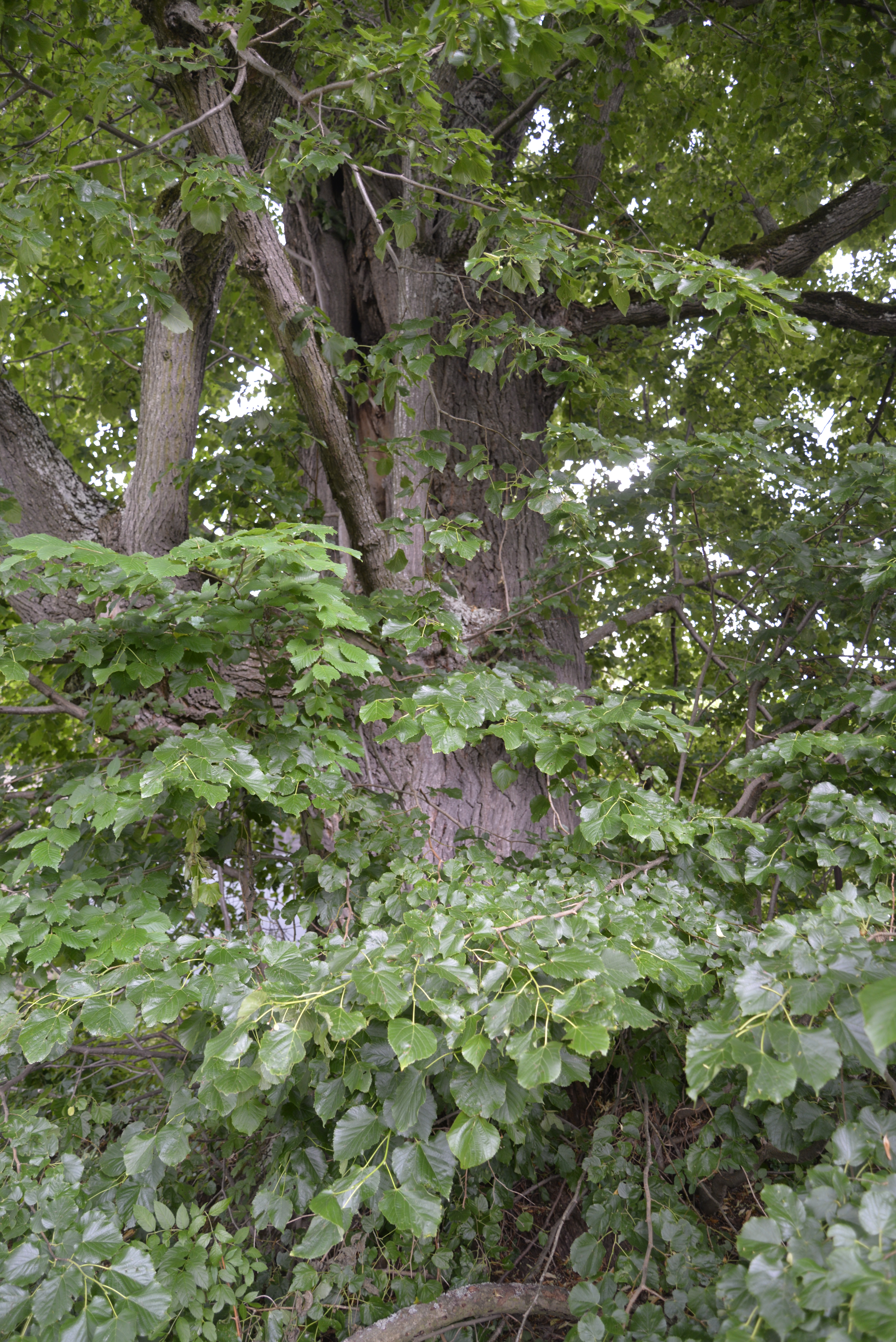
Koruna
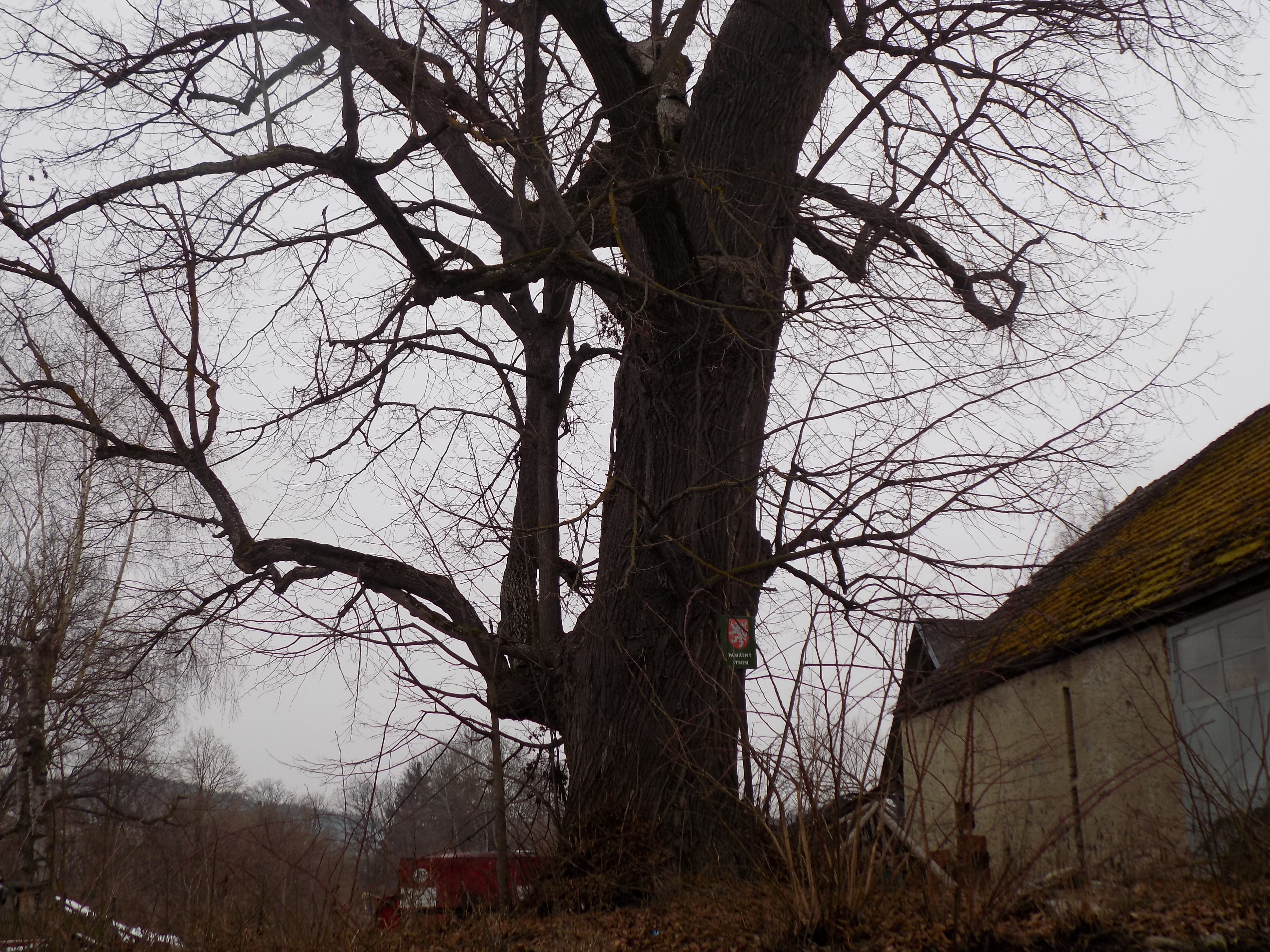
Kmen